# Eraclea

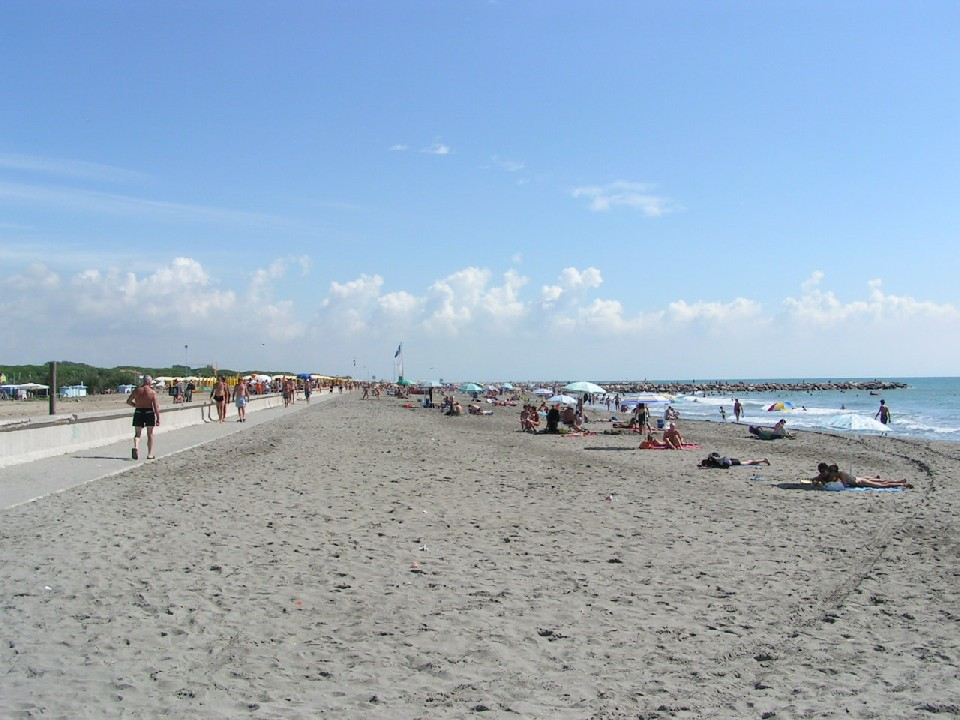
Panorama de la plage d'Eraclea.

Pour les articles homonymes, voir L'Eraclea.
Eraclea est une commune italienne de la ville métropolitaine de Venise dans la région Vénétie en Italie.

## Histoire
Fondée sous le nom d'Héraclée au VIe siècle par les habitants d'Oderzo, qui s'y réfugièrent lors de l'invasion du nord de l'Italie par les Lombards, Eraclea fut la capitale de la république de Venise avant qu'elle ne soit transférée en 742 à Malamocco, puis en 812 à Rialto. 

## Administration
| Période                                  | Période | Identité | Étiquette | Qualité |
| ---------------------------------------- | ------- | -------- | --------- | ------- |
|                                          |         |          |           |         |
| Les données manquantes sont à compléter. |         |          |           |         |

### Hameaux
Ponte Crepaldo, Torre di Fine, Eraclea Mare, Valcasoni, Stretti, Brian, Ca' Turcata.

### Communes limitrophes
Caorle, Jesolo, San Donà di Piave, Santo Stino di Livenza, Torre di Mosto.